# Liste der Monuments historiques in Vorges-les-Pins
Die Liste der Monuments historiques in Vorges-les-Pins führt die Monuments historiques in der französischen Gemeinde Vorges-les-Pins auf.

## Liste der Immobilien
| Bezeichnung               | Beschreibung | Standort          | Kennzeichnung | Schutzstatus | Datum | Bild           |
| ------------------------- | ------------ | ----------------- | ------------- | ------------ | ----- | -------------- |
| Kirche Sts-Pierre-et-Paul | 1843 erbaut  | Grande Rue (Lage) | PA00101737    | Inscrit      | 1926  | weitere Bilder |

## Liste der Objekte
| Bezeichnung | Beschreibung            | Standort                                | Kennzeichnung | Schutzstatus | Datum | Bild |
| ----------- | ----------------------- | --------------------------------------- | ------------- | ------------ | ----- | ---- |
| Glocke      | Bronze, 15. Jahrhundert | in der Kirche Sts-Pierre-et-Paul (Lage) | PM25001457    | Classé       | 1928  |      |